# Téra (Departement)
Téra ist ein Departement in der Region Tillabéri in Niger.

## Geographie
Das Departement liegt im Südwesten des Landes und grenzt an Burkina Faso und Mali. Es besteht aus der Stadtgemeinde Téra und den Landgemeinden Diagourou, Gorouol, Kokorou und Méhana. Der namensgebende Hauptort des Departements ist Téra.

## Geschichte
Nach der Unabhängigkeit Nigers im Jahr 1960 wurde das Staatsgebiet in 32 Bezirke (circonscriptions) aufgeteilt. Einer davon war der Bezirk Téra. 1964 gliederte eine Verwaltungsreform Niger in sieben Departements, die Vorgänger der späteren Regionen, und 32 Arrondissements, die Vorgänger der späteren Departements. Im Zuge dessen wurde der Bezirk Téra in das Arrondissement Téra umgewandelt.
Im Jahr 1998 wurden die bisherigen Arrondissements Nigers zu Departements erhoben, an deren Spitze jeweils ein vom Ministerrat ernannter Präfekt steht. Die Gliederung des Departements in Gemeinden besteht seit dem Jahr 2002. Zuvor bestand es aus dem städtischen Zentrum Téra und den Kantonen Téra, Dargol, Diagourou, Gorouol/Yatakala und Kokorou. 2011 wurden Bankilaré und Gothèye als eigene Departements aus dem Departement Téra herausgelöst.

## Bevölkerung
Das Departement Téra hat gemäß der Volkszählung 2012 337.433 Einwohner. Bei der Volkszählung 2001, vor der Herauslösung von Bankilaré und Gothèye, waren es 425.824 Einwohner, bei der Volkszählung 1988 294.939 Einwohner und bei der Volkszählung 1977 210.089 Einwohner.

## Verwaltung
An der Spitze des Departements steht ein Präfekt (französisch: préfet), der vom Ministerrat auf Vorschlag des Innenministers ernannt wird.
| Amtszeit                      | Name                                        |
| ----------------------------- | ------------------------------------------- |
| …                             |                                             |
| 15. Apr. 2010 – 3. Jun. 2011  | Soumana Djibo Maiga                         |
| 3. Jun. 2011 – 2. Mai 2014    | Allasane Salou Alpha (alias Alassane Salou) |
| 2. Mai 2014 – 29. Jul. 2016   | Oumarou Mahamane                            |
| 29. Jul. 2016 – 10. Jan. 2020 | Hamadou Halidou                             |
| 10. Jan. 2020 – 8. Nov. 2021  | Soumana Hamidou                             |
| 8. Nov. 2021 – 6. Apr. 2023   | Kaïlou Saïdou Amadou                        |
| 6. Apr. 2023 – 24. Aug. 2023  | Mahamadou Issoufou                          |
| seit 24. Aug. 2023            | El Hadji Madi Almoustapha                   |